# Histoire économique de la Colombie
L'histoire économique de la Colombie trouve ses origines avec les tribus amérindiennes habitant sur ce territoire.

## Période précolombienne
Bien avant l'arrivée des premiers explorateurs espagnols, une première vague de mésoaméricains, arrivés aux alentours des 1200 ans av. J.-C. sur le territoire actuel de la Colombie, introduisit la culture du maïs. Une deuxième vague de mésoaméricains aurait introduit de nouvelles autres cultures comme celles trouvées dans les zones autour de San Agustín (dans l'actuel département du Huila), Tierra Dentro (département du Cauca), et Tumaco (département de Nariño).
Les Chibchas, qui avaient migré du Nicaragua et du Honduras vers la Colombie entre 400 ans et 300 ans av. J.-C., se divisèrent en deux tribus vers 1500 : les Muiscas et les Tayronas. Les Muiscas, qui vivaient sur les plateaux du Cundinamarca et du Boyacá, basèrent leur économie sur l'agriculture et plus particulièrement sur la culture de maïs et de pommes de terre. Quant aux Tayronas qui s'étaient installés le long de l'éperon nord de la Sierra Nevada de Santa Marta, ils vivaient de la production de sel et de produits pêchés. Il échangeaient ces denrées avec les Muiscas contre des vêtements en coton et des couvertures.

## Époque coloniale

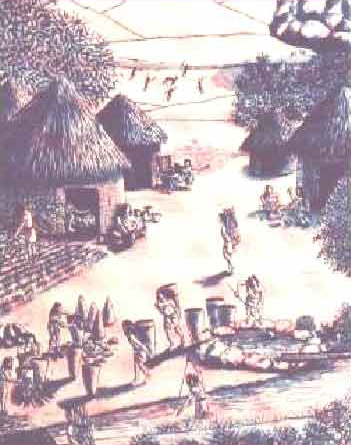
Indiens Guanes durant leur travail journalier dans la région du Santander. Gravure du XVIIe siècle.

Sous l'audiencia, le système économique espagnol se basa sur l'extraction et l'exploitation, s'appuyant largement sur la main d'œuvre indigène peu chère. Les Espagnols qui venaient au Nouveau-Monde cherchaient à amasser rapidement des richesses sous forme de métaux précieux et de bijoux. L'extraction de métaux précieux, tels que l'or et le cuivre, devinrent ainsi le pilier de l'économie espagnole lors de la période coloniale.
Dans les années 1500, l'agriculture avait pour unique but d'assurer la subsistance pour les colons et servait à la consommation immédiate pour les travailleurs dans les mines. L'agriculture devint un secteur dynamique dans les années 1600, prenant la place prépondérante de l'exploitation minière dans l'économie colombienne lors des années 1700. Dans le royaume de Nouvelle-Grenade qui couvrait une grande partie du territoire actuel de la République de Colombie, l'Équateur et une partie du Venezuela, la côte Caraïbe profite des échanges entre la métropole et la capitale ainsi que du commerce d'esclaves avec la région Pacifique où se trouvent les plus importantes mines d'or. Bien que généralement connue pour sa production d'or, la société qui se mit en place sous la domination espagnole fut surtout centrée sur l'agriculture. Les échanges avec la métropole ou les autres colonies étaient très réduits. L'économie agricole néogrenadine était basée sur l'appropriation des terres par les espagnols et l'exploitation de la main d'œuvre rurale : amérindiens au début, puis métis ou esclaves Noirs dans certaines régions après le brutal déclin de la population autochtone. Quoique la Couronne espagnole souhaita limiter au maximum les contacts entre espagnols et les Amérindiens, ceux-ci furent enrôlés dans le système de l’encomienda. En échange de leur évangélisation, ils payaient un tribut en nature (nourriture, coton, etc.) ou en services (transport, travail dans les mines ou dans les haciendas).
À la fin du XVIIIe siècle, le sucre et le tabac devinrent d'importants produits d'exportation. La croissance de l'agriculture résulta partiellement de l'épuisement croissant des ressources minérales et métalliques du XVIIe siècle, ce qui incita la Couronne d'Espagne à réorienter sa politique économique afin de stimuler le secteur agricole.

## Depuis l'indépendance

### 1819-1902
L'économie de la Colombie indépendante se construit à prtir de 1819 sur les exportations de produits agricoles, et notamment le café. Les entrepreneurs locaux s'ouvrent à des marchés diversifiés au lieu d'un commerce précédemment centré sur l'Espagne.
Bien que le colonialisme ait favorisé une croissance économique intérieure minimale, de petits efforts entrepreneuriaux ont commencé à prendre forme, de sorte qu'au XIXe siècle, des entreprises économiques bien définies existaient. L'économie à cette époque reposait principalement sur l'exploitation minière, l'agriculture et l'élevage, avec des contributions également des artisans et des marchands locaux.
Les changements socio-économiques se sont déroulés lentement; le système économique fonctionnait comme un groupe vaguement lié de producteurs régionaux plutôt que comme une entité nationale. La terre et la richesse étaient encore le privilège d'une minorité. Le travail forcé s'est poursuivi dans les mines et divers arrangements de travail existaient dans les haciendas, tels que le métayage et le travail à bas salaire. Dans chaque cas, ceux qui possédaient la terre en bénéficiaient contrairement à ceux qui travaillaient la terre.
À la fin du XIXe siècle, les industries d'exportation du tabac et du café se sont développées, élargissant considérablement la classe marchande et entraînant une expansion démographique et la croissance des villes. La concentration de l'activité économique dans l'agriculture et le commerce, deux secteurs axés sur l'ouverture de canaux vers les marchés mondiaux, s'est poursuivie lentement mais régulièrement tout au long du XIXe siècle.

### 1902-1967
Après la guerre des Mille Jours (1899-1902), la Colombie a connu un boom du café qui a catapulté le pays dans la période moderne, apportant les avantages des transports, en particulier les chemins de fer, les infrastructures de communication et les premières grandes tentatives de développement de l'industrie. La période 1905–15 a été décrite comme la phase de croissance la plus importante de l'histoire colombienne, caractérisée par une expansion des exportations et des recettes publiques, ainsi qu'une augmentation globale du PIB. Le café a contribué le plus au commerce, passant de seulement 8% des exportations totales au début des années 1870 à près de 75% au milieu des années 1920. Au-delà de son impact économique direct, l'expansion de la production de café a également eu un effet social profond. Contrairement à l'exploitation minière et à certains produits agricoles tels que les bananes, qui étaient cultivés sur de grandes plantations, la production de café en Colombie s'est historiquement développée sur de très petites parcelles. En conséquence, il a généré une classe importante de petits propriétaires terriens dont les revenus dépendaient d'un produit d'exportation majeur. Des quantités sans précédent de capitaux étrangers se sont retrouvées à la fois dans l'investissement privé et dans les travaux publics au cours de cette période en raison des bons résultats du café et d'autres exportations.
La croissance et le développement rapide de l'économie au début du XXe siècle ont contribué à renforcer le pays, de sorte qu'il a largement résisté à la Grande Dépression qui a commencé en 1929. La Colombie a continué à produire des matières premières et, bien que les prix du café se soient effondrés pendant la Dépression, la production continué à s'étendre. Néanmoins, les améliorations sociales et économiques ont été inégales.
L'expansion de l'industrie du café a jeté les bases de l'intégration économique nationale après la Seconde Guerre mondiale. Au cours de l'expansion d'après-guerre, la Colombie a subi une transformation distincte. Avant les années 1950, en raison du terrain escarpé et d'un réseau de transport relativement primitif, les industries locales qui n'étaient que vaguement liées aux autres entreprises régionales dominaient le secteur manufacturier. L'amélioration des moyens de transport, financée directement et indirectement par l'industrie du café, a favorisé le développement national. Une plus grande intégration économique est rapidement devenue évidente avec une plus forte concentration de l'industrie et de la population dans les six plus grandes villes. Le succès du café a donc finalement conduit à un réseau de transport fiable qui a accéléré l'urbanisation et l'industrialisation.
Outre la production de café, l'expansion économique du reste du secteur industriel et du secteur des services s'est déroulée en deux étapes distinctes. De 1950 à 1967, la Colombie a suivi un programme bien défini d'industrialisation par substitution aux importations, la plupart des startups manufacturières étant orientées vers la consommation intérieure qui était auparavant satisfaite par les importations. Le secteur du travail a été étudié pour cette période, examinant le rôle du genre dans l'organisation radicale des usines de travailleurs auparavant non syndiqués ainsi que les innovations technologiques et la montée en puissance d'ingénieurs industriels nouvellement formés ont changé la dynamique des relations entre les travailleurs et la direction. Après 1967, les planificateurs du gouvernement et de l'industrie ont réorienté la stratégie économique vers la promotion des exportations, mettant l'accent sur les exportations non traditionnelles, telles que les vêtements et autres consommables manufacturés, en plus du café transformé.

### 1967-1989
De 1967 à 1980, l'économie colombienne, et en particulier l'industrie du café, a connu une croissance soutenue. En raison de graves problèmes climatiques affectant le plus grand exportateur mondial, le Brésil, les prix du café ont atteint des niveaux sans précédent au milieu des années 1970. Les prix élevés ont entraîné une importante expansion de la production de café en Colombie. Cette expansion impliquait une augmentation significative de la superficie récoltée et, plus important encore, l'introduction d'une variété de café à haut rendement. En un peu plus d'une décennie, la production colombienne de café a doublé. L'expansion de la production et des exportations a stimulé les revenus et la capacité d'achat des milliers de ménages impliqués dans la culture du café, augmentant ainsi la consommation rapidement et permettant au PIB d'augmenter à un taux annuel moyen de plus de 5 % au cours de cette période. De fortes recettes d'exportation et une forte augmentation des réserves de change ont été les résultats les plus notables de cette expansion économique. Dans le même temps, la Banque de la République (la banque centrale de Colombie) a dû utiliser une variété de politiques et d'instruments à sa disposition pour empêcher l'accélération de l'inflation.
La majeure partie de la seconde moitié du XXe siècle, au moins jusqu'à la fin des années 1980, a vu l'économie colombienne être gérée de manière raisonnablement conservatrice. Au dire de tous, et contrairement à la plupart des autres pays de la région, le gouvernement ne s'est pas livré à des politiques macro-économiques populistes. Les comptes budgétaires n'ont jamais été sérieusement déséquilibrés et, par conséquent, la dette publique est restée à des niveaux confortables. Le financement étranger affluant vers la région a considérablement diminué au début des années 1980, et la Colombie a été la seule grande économie latino-américaine qui n'a pas fait défaut ou restructuré sa dette publique. Cette politique prudente s'est traduite par des résultats économiques plutôt stables quoique modestes, malgré un large éventail de chocs internationaux, notamment les variations des prix du café et du pétrole, la crise de la dette internationale et les fluctuations des résultats économiques de ses principaux partenaires commerciaux.
Dans les années 1980, le gouvernement a joué un rôle à la fois de législateur, de régulateur et d'entrepreneur, en particulier dans la fourniture de services publics et dans l'exploitation des principales ressources naturelles, telles que le pétrole et le charbon. La Colombie a également utilisé divers outils de politique commerciale, tels que les droits de douane et les quotas, afin de promouvoir la substitution des importations, complétés après 1967 par la promotion des exportations et la diversification économique. Pour encourager les exportations, un taux de change compétitif est devenu un élément central de la politique macroéconomique, ainsi que plusieurs subventions à l'exportation, notamment des exonérations fiscales et des crédits bonifiés. La stratégie initiale de promotion des exportations n'incluait pas la libéralisation des importations parmi ses composantes. Une caractéristique importante de la stratégie de promotion des exportations était que la Banque de la République était prête à faire varier le taux de change fixe mais ajustable pour compenser l'inflation intérieure, afin de maintenir la compétitivité des producteurs nationaux. En conséquence, le taux de change est devenu indexé sur le taux d'inflation, et il n'a pas fallu longtemps pour qu'un cercle vicieux se développe, dans lequel l'inflation alimentait le taux de change et vice versa. Par conséquent, et malgré une tradition de politiques budgétaires prudentes, la Colombie s'est longtemps caractérisée par un taux d'inflation modéré, bien que stable. Les mécanismes d'indexation généralisés, en particulier pour les salaires, les services publics et les taux d'intérêt hypothécaires, ont masqué la plupart des effets de redistribution des revenus généralement associés à l'inflation.
Le secteur financier est devenu très réglementé et la Banque centrale a mis en place une gamme de lignes de crédit bonifiées. Le gouvernement est intervenu massivement sur les marchés des changes en fixant les prix et en contrôlant l'accès aux devises. La Banque de la République avait le monopole de l'achat et de la vente de toutes les devises étrangères. Les négociants devaient remettre les recettes d'exportation à la banque et les importateurs devaient satisfaire tous leurs besoins en devises par l'intermédiaire de la Banque centrale. Par conséquent, un marché noir des changes a émergé, qui serait à terme le véhicule de choix pour ramener en Colombie une partie des revenus provenant de la vente de drogues illicites aux États-Unis et en Europe. Des réglementations strictes régissaient également les flux de capitaux internationaux et les investissements étrangers directs sont devenus très réglementés. Les accords internationaux entre les membres de la Communauté andine des nations interdisaient l'investissement étranger dans le secteur financier.
Comme la situation budgétaire est restée largement maîtrisée, la Colombie a réussi à assurer le service de sa dette extérieure pendant la crise de la dette des années 1980. La croissance moyenne n'a pas été très élevée, mais contrairement à d'autres économies régionales, il n'y a pas eu non plus de récession brutale. De même, l'inflation est restée stable à des niveaux modérés. Du côté négatif, à la fin des années 80, la Colombie avait de sombres perspectives de croissance de la productivité. L'expansion de la main-d'œuvre et l'augmentation du stock de capitaux ont engendré la croissance économique, mais ces deux facteurs ont été exploités de manière très inefficace. Le gouvernement et les institutions financières internationales, en particulier la Banque mondiale, ont conclu que les performances médiocres et les sombres perspectives de croissance de la productivité reflétaient dans une large mesure l'exposition inadéquate de l'économie à la concurrence étrangère et la prévalence de l'intervention gouvernementale dans l'économie. En outre, le conflit interne croissant, dans lequel les groupes de guérilla, les paramilitaires et les cartels de la drogue étaient des acteurs majeurs, a eu des effets économiques négatifs, principalement en déplaçant les activités agricoles légales et productives. L'insécurité a favorisé d'énormes investissements dans des secteurs peu propices à l'efficacité économique, tels que l'élevage bovin à faible densité sur certaines des terres les plus productives de Colombie, et a créé un environnement très défavorable pour les investisseurs nationaux et, en particulier, étrangers.
Ainsi, comme dans d'autres pays en développement, notamment en Amérique latine, la fin des années 1980 et le début des années 1990 en Colombie ont été des années de changements majeurs. Certains des changements, en particulier aux premières étapes du processus de réforme, visaient à renforcer la concurrence et à rendre plusieurs marchés plus efficaces. Ces changements comprenaient une libéralisation commerciale significative en 1989 et des réformes du travail, des finances et des changes à partir de 1989 et 1990.

### 1989-1999
En 1990, le pays a élu une Assemblée constituante afin de rédiger une nouvelle constitution qui remplacerait la charte de 1886. La volonté de ce changement majeur n'était pas liée à des questions économiques. Au contraire, cela s'est déroulé dans un scénario politique complexe, comprenant un processus de paix avec le groupe de guérilla du Mouvement du 19 avril (M-19) et le débat sur la manière de traduire en justice les principaux barons de la drogue.
Des dispositions importantes de la constitution de 1991 auraient des effets durables sur l'économie, en particulier les articles qui contribuaient à l'objectif primordial de faciliter les progrès vers la paix et la réconciliation politique tant attendues. La promotion de la décentralisation fiscale et le rôle social de l'État revêtaient une importance particulière. L'objectif de la décentralisation fiscale était de compléter le processus de décentralisation politique qui avait été initié au milieu des années 1980, avec l'élection populaire des maires des villes. Le rôle social de l'État était considéré comme un complément nécessaire aux récentes réformes économiques, afin de garantir que les avantages résultant de ces réformes parviendraient à la grande majorité de la population. La manière dont ces questions critiques ont finalement été traitées a eu de profondes implications sur l'augmentation constante des dépenses publiques. Dans la mesure où la croissance des dépenses publiques n'a pas été compensée par des augmentations d'impôts ou d'autres recettes publiques, les dispositions fiscales de la constitution ont eu un effet négatif sur la dette publique. La nouvelle constitution a également rendu la Banque de la République indépendante, avec pour mandat de lutter pour un taux d'inflation faible et stable.
Entre 1989 et 1992, la Colombie a traversé une période de changement sans précédent dans la politique économique et les institutions. Ces processus de réforme, qui pourraient ne pas sembler particulièrement ambitieux par rapport à d'autres expériences en Amérique latine, étaient plutôt exceptionnels en Colombie, étant donné la longue tradition du pays d'avancer très lentement et prudemment sur les réformes. Un ensemble de politiques (y compris la libéralisation des échanges, la réforme du secteur du travail et des finances et l'indépendance de la Banque de la République) visait à promouvoir le commerce et la concurrence, à renforcer la flexibilité et à accroître la productivité. Un autre ensemble de politiques, en particulier la décentralisation fiscale et le rôle social de l'État mandaté par la Constitution, était principalement motivé par des considérations politiques et sociales. Dans le contexte d'un environnement international favorable, ces principes ont bien servi le pays jusqu'en 1995. Cependant, après 1996, plusieurs facteurs ont concouru à rendre les deux séries de politiques quelque peu incohérentes et assez coûteuses. En outre, la dynamique de réforme s'était largement évaporée, de sorte que plusieurs des incohérences politiques identifiées n'ont pas été corrigées.
La Colombie a connu une assez bonne performance économique dans la première moitié des années 1990 en raison d'une augmentation initiale des dépenses publiques, et de l'effet de richesse résultant de l'augmentation de la production pétrolière, qui a cependant culminé en 1999, et d'un rôle accru du secteur privé. Cependant, les déficits budgétaires continus ont entraîné une augmentation de la dette publique, et les augmentations de la dette extérieure privée et publique ont rendu le pays plus vulnérable aux chocs internationaux négatifs. En outre, une profonde crise politique a émergé en raison d'allégations selon lesquelles des trafiquants de drogue auraient financé en partie la campagne présidentielle d'Ernesto Samper Pizano. Les crises politiques qui ont suivi ont eu deux conséquences graves pour la politique économique. D'une part, le gouvernement a tenté de renforcer son soutien populaire par des initiatives très coûteuses sur le plan budgétaire, notamment des augmentations de salaire importantes pour les fonctionnaires, en particulier pour les membres du très puissant syndicat des enseignants. D'autre part, la capacité du gouvernement à engager le Congrès de la République (Congreso de la República) dans une réforme significative a disparu. En conséquence, les efforts indispensables pour accroître les recettes publiques, y compris des modifications profondes du code des impôts, n'ont pas eu lieu.
Sans surprise, au milieu des crises économiques asiatique et russe de la fin des années 1990, la Colombie a connu sa première récession économique en plus de 60 ans. Le taux de change a subi de fortes pressions et la Banque de la République a dévalué la bande de taux de change à deux reprises. L'arrêt soudain des prêts internationaux a entraîné un ajustement brutal du compte courant, ce qui s'est traduit par une forte contraction de la demande globale. Les augmentations des taux d'intérêt internationaux ainsi que les attentes de dévaluation du peso ont provoqué des hausses des taux d'intérêt internes, contribuant à la contraction du PIB. La récession et l'éclatement d'une bulle immobilière ont également entraîné une crise bancaire majeure. Les sociétés d'épargne et de crédit ont été particulièrement touchées. Le gouvernement a pris le contrôle de quelques institutions financières privées et en a forcé d'autres à fermer. Les banques publiques et les banques hypothécaires privées ont été durement touchées, et l'intervention ultérieure du gouvernement pour aider certaines des institutions financières en difficulté a accru les pressions sur les dépenses publiques.
À la fin de 1999, le gouvernement et la Banque centrale ont pris une décision politique majeure : le taux de change serait autorisé à flotter et serait déterminé par les forces du marché, et la Banque de la République n'interviendrait plus sur le marché des changes. Dans la mesure où ce changement de politique est intervenu alors que la confiance dans le peso était très faible, il y avait une réelle possibilité que la monnaie s'affaiblisse à un point tel que les dettes extérieures à la fois du gouvernement et du secteur privé ne soient pas remboursables.
Pour éviter qu'un tel événement ne se produise, la Colombie a signé un accord de facilité de financement prolongé de trois ans avec le Fonds monétaire international (FMI) afin de renforcer la confiance dans l'économie, d'empêcher le taux de change de s'effondrer une fois qu'il a été autorisé à flotter, et remettre la réforme économique à l'ordre du jour, avec la viabilité budgétaire et la maîtrise de l'inflation. Cet accord, avec des variations mineures, a été prorogé à deux reprises et a servi de cadre directeur important pour l'élaboration de la politique économique, en particulier pour rétablir la réputation de la Colombie en tant qu'économie fiscalement saine, une tradition positive de longue date qui s'est perdue dans les années 1990. La signature de la facilité de financement élargi avec le FMI a démontré que le gouvernement et la Banque centrale étaient disposés à prendre les décisions politiques majeures nécessaires. Dans le cadre des accords avec le FMI, la Banque de la République a laissé flotter le taux de change en 1999 et s'est concentrée sur la réduction de l'inflation. Le gouvernement a également introduit plusieurs réformes visant à améliorer la fiscalité et des réformes partielles du système public de retraite, modifié le régime de décentralisation fiscale, renforcé le système financier et une fois de plus privatisé plusieurs institutions financières que le gouvernement avait reprises pendant les crises.

### depuis 1999
Au début de 2000, il y avait eu le début d'une reprise économique, avec le secteur des exportations en tête, car il bénéficiait d'un taux de change plus compétitif, ainsi que des prix élevés du pétrole, principal produit d'exportation de la Colombie. Les prix du café, l'autre principal produit d'exportation, ont été plus variables.
La croissance économique a atteint 3,1 % en 2000 et l'inflation était de 9,0 %, bien que le chômage ne s'améliore pas encore de manière significative. Les réserves internationales de la Colombie sont restées stables à environ 8,35 milliards de dollars, et la Colombie est restée avec succès sur les marchés internationaux des capitaux. La dette extérieure totale de la Colombie à la fin de 1999 était de 34,5 milliards de dollars, dont 14,7 milliards de dollars dans le secteur privé et 19,8 milliards de dollars dans le secteur public. Les principales agences internationales de notation de crédit ont fait passer la dette souveraine colombienne en dessous de la catégorie investissement, principalement en raison d'importants déficits budgétaires, que les politiques actuelles cherchent à combler.
Plusieurs institutions financières internationales ont salué les réformes économiques introduites par l'ancien président Álvaro Uribe (élu le 7 août 2002), qui comprennent des mesures visant à réduire le déficit du secteur public en dessous de 2,5 % du PIB en 2004. La politique économique et la stratégie de sécurité démocratique du gouvernement ont engendré un sentiment croissant de confiance dans l'économie, en particulier dans le secteur des entreprises, et la croissance du PIB en 2003 a été l'une des plus élevées d'Amérique latine, à plus de 4 %. En 2007, le PIB a augmenté de plus de 8 %.
L'industrie croissante des fleurs coupées a contribué à l'expansion de l'économie colombienne. La Colombie est aujourd'hui le 2e exportateur mondial de fleurs coupées et le 3e producteur de roses. L'industrie des fleurs coupées a commencé en 1966 et continue de croître à ce jour. L'industrie est le plus grand employeur de femmes du pays. Les fleurs coupées sont désormais la principale exportation non traditionnelle du pays et la quatrième source de devises étrangères après le café, le pétrole et les bananes. 
Au cours de la dernière décennie, la Colombie a connu un boom économique historique malgré les problèmes passés. En 1999, la Colombie était la 4e plus grande économie d'Amérique latine et avait un PIB par habitant de seulement 5 500 dollars, mais en 2013, elle a dépassé l'Argentine pour devenir la 3e plus grande économie d'Amérique latine et la 27e du monde en 2013. En 2014, le PIB PPA par habitant est passé à plus de 13 000 dollars et le PIB PPA est passé de 320 milliards de dollars américains en 1999 à près de 800 milliards de dollars américains. Les niveaux de pauvreté atteignaient 63 % en 1999, mais ont chuté à moins de 25 % en 2014. Les industries modernes telles que la construction navale, l'électronique, l'automobile, le tourisme, la construction et l'exploitation minière ont connu une croissance spectaculaire au cours des années 2000 et 2010, cependant, la plupart des exportations colombiennes sont toujours basées sur les produits de base. La Colombie est le 2e plus grand producteur d'Amérique latine d'appareils électroniques, derrière le Mexique. La Colombie a l'économie à la croissance la plus rapide du monde occidental seulement derrière la Chine dans le monde durant l'année 2014.

### Ouvrage utilisé
- (en) Library of Congress et Federal Research Division, Colombia, a country study, vol. 550, Washington DC, Federal Research Division, 1990, 364 p. (lire en ligne)

1. 1 2  (en) Karen M. Sturges-Vera, « Historical Setting : The Spanish Conquest », dans  (lire en ligne).
2. 1 2 3  (en) Karen M. Sturges-Vera, « Historical Setting : Colonial Society, 1550-1810 », dans  (lire en ligne).

- Jean-Pierre Minaudier, Histoire de la Colombie de la conquête à nos jours, Paris, L'Harmattan, coll. « Horizons Amériques latines », 1997, 363 p. (ISBN 2-7384-4334-6, lire en ligne)

1. ↑  p. 36.

### Autres références
1. 1 2  (es) Carl Henrik Langebaek Rueda et Jorge Orlando Melo, Historia de Colombia: el establecimiento de la dominación española — El  Mundo Español: Economía y Sociedad, Bibliothèque Luis Ángel Arango.
2. ↑  (es) Carl Henrik Langebaek Rueda et Jorge Orlando Melo, Historia de Colombia: el establecimiento de la dominación española — La explotación de los indios, Bibliothèque Luis Ángel Arango.